# Medeni Mesec
Medeni Mesec – serbska grupa muzyczna założona w 1994 roku wykonująca muzykę z gatunku folk.

## Historia
Medeni Mesec wydało swój pierwszy album w 1996 roku w wytwórni ZAM Productions (obecnie Grand Production). Na debiutanckim albumie znalazły się hity takie jak „Đavolica" i „U rodin grad se várjam". Na drugiej i trzeciej płycie wyróżniają się słynne hity „Ivana", „Koje si vere Nevero moja", „Život s tobom kao bajka", „Uz Moravu vetar duva", „Pitaju me" i „Mutno nebo". 
Łącznie grupa wydała w latach 1996-2016 łącznie 10 albumów studyjnych, zdobywając za nie kilkanaście nagród, m.in. nagrodę publiczności na narodowym festiwalu Moravski biseri w latach 1999, 2001 oraz 2004.

## Ciekawostki
Utwór „Borac" lokalnego zespołu z Banja Luki, również o nazwie Medeni Mjesec jest do dziś hymnem zespołu piłkarskiego Borac Banja Luka. Zespół ten jest niekiedy błędnie utożsamiany ze swoim odpowiednikiem z Serbii.

## Dyskografia
- Đavolica (1996)
- Zaljubljene duše (1998)
- Uz Moravu vetar duva (1999)
- Bosim nogama bih vatru gazio (2000)
- Idu dani (2001)
- Imali smo dom (2003)
- Rastanak (2004)
- Alkohol (2006)
- Mašta (2009)
- Začarana kafana (2016)

## Członkowie zespołu
Na podstawie materiału źródłowego:
- Nebojša Filipović - gitara (1994-)
- Dušan Popović - keyboard, wokal (1994-)
- Ivica Andrejić Ćića - akordeon (1995-)
- Nenad Donić Dona - gitara basowa (1995-)
- Saša Đurđević Pec - perkusja
- Milan Živković Milanče - akordeon (2004-)
- Dušica Prkoić - wokal (1995-2003)
- Nevenka Mladenović - wokal (1995-1996)
- Tanja Stevanović - wokal (1997-1999)
- Dušica Milojević - wokal (1999-2003)
- Dejan Dobrosavljević - wokal (1994-1999)
- Goran Čolić - wokal (2000-2003)
- Radiša Dobrosavljević - perkusja (1994-2003)